# Clemente de Torres

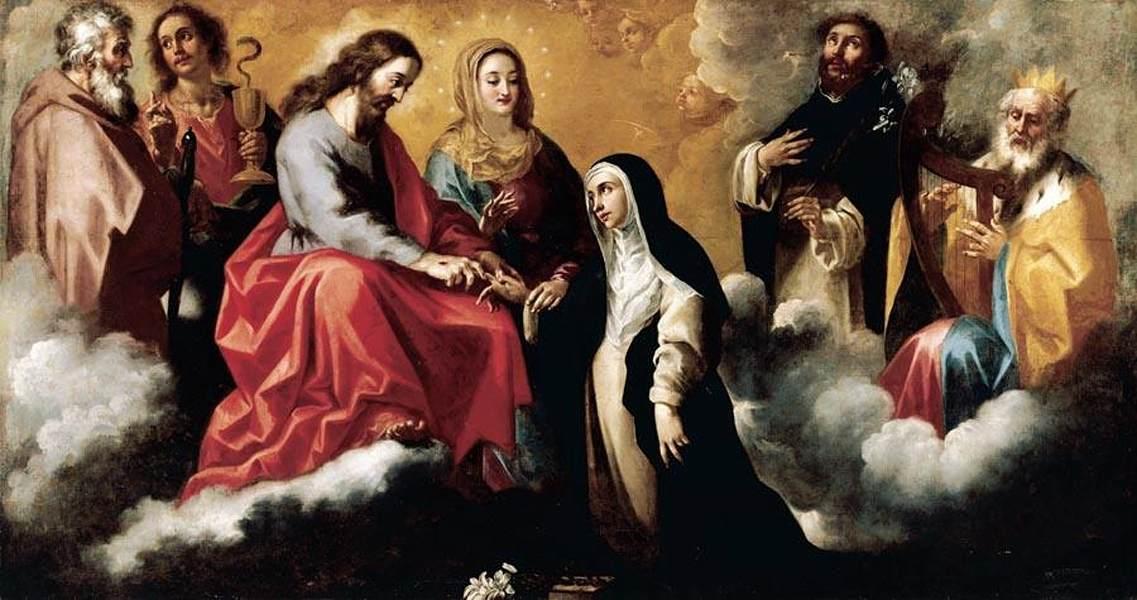
Los Desposorios Místicos de Santa Catalina de Siena.

Clemente de Torres (Cádiz, c. 1662-1732) fue un pintor barroco español de origen genovés.

## Biografía
Aunque natural de Cádiz debió de formarse en Sevilla y en relación con Juan de Valdés Leal, heredando su bravura pictórica aunque sea escasa la producción que puede atribuírsele. Dominó el óleo y el fresco. En cualquier caso parece probable que sean suyos, junto a otros pocos cuadros, seis Apóstoles pintados en los pilares de la Iglesia dominica de San Pablo de Sevilla, cuyo ímpetu de impostación y factura corrobora la tradición que le hace discípulo valdesiano. Visitó la Corte madrileña en 1724 logrando conectar allí con sus círculos pictóricos, como lo atestigua su amistad con Antonio Palomino, pintor de la Corte, al que dedicó un elogio poético 

Aquella de esmeralda numerosa,
loable suspensión de los sentidos;
aquella de laurel ramos tejidos,
pasmo de luz, guirnalda misteriosa.
Tus sienes honre, y lira armoniosa
de cisnes cante triunfos, que vencidos
te aclaman, en Letheo sumergidos,
pincel canoso, pluma artificiosa.
La fama, ilustre Antonio, te corone
por sabio, por amable, por Clemente,
y en sucesivos lustros te eslabone.
Edad feliz en ara reverente:
pues a el olvido, vida le antepone
tu pincel docto, Apeles elocuente.

Regresó a Cádiz, donde siguió pintando hasta su fallecimiento.

## Obras principales
- El Padre Eterno, Oratorio de San Felipe Neri de Cádiz
- Concepción, Catedral de Cádiz.
- San Dionisio Aeropagira, Museo de Bellas Artes de Sevilla.
- San Nicolás de Bari, Museo de Bellas Artes de Sevilla.
- San Jerónimo, Catedral de Cádiz.
- San Lucas, Catedral de Cádiz.
- Virgen de Belén, Mercedarias Calzadas (Sevilla).
- Los desposorios místicos de Santa Catalina de Siena, Iglesia de Santa Catalina (Cádiz).
- La coronación de la Virgen, Iglesia de Santa Catalina (Cádiz).
- San Agustín, Iglesia de San Agustín (Cádiz).
- Santa Ana con su niña chiquita, Iglesia de San Agustín (Cádiz).